# Barthélemy Joseph Fulcran Roger
Pour les articles homonymes, voir Roger.

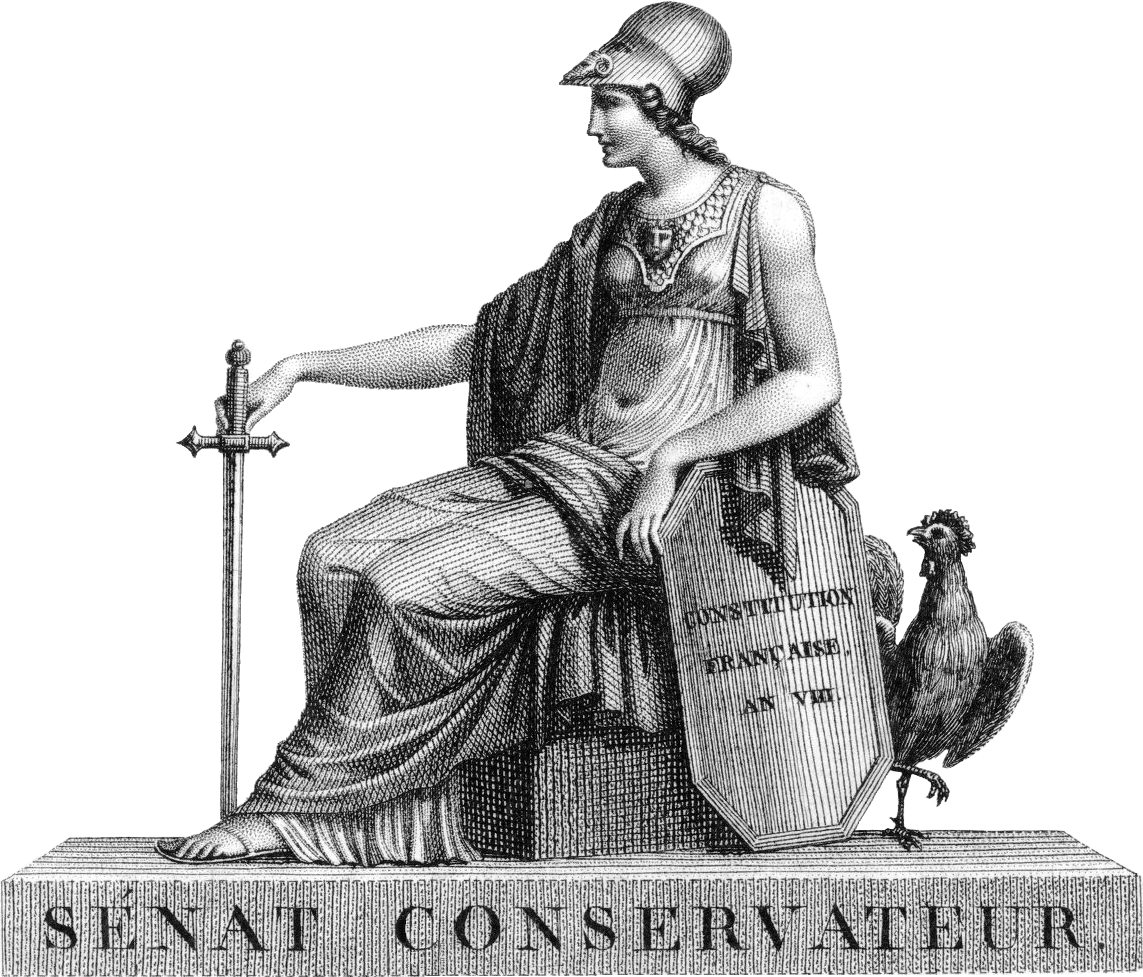
Estampe pour un en-tête de page, par Barthélemy Roger.

Barthélemy Joseph Fulcran Roger, dit Barthélemy Roger, est né le 19 mai 1770 à Lodève dans la province du Languedoc et mort le 4 mai 1841 à Saulx-les-Chartreux, en région parisienne, est un artiste-peintre, dessinateur, graveur, lithographe, illustrateur et marchand d'estampes français. 

## Biographie
Barthélemy Joseph Fulcran Roger était le fils de Barthélemy Roger, maître cordonnier et de Jeanne Brunel. Devenu jeune homme, il monta à Paris et entra comme élève à l'école des beaux-arts de Paris, notamment dans l'atelier de Jacques-Louis David. Il devint l'élève du peintre Pierre-Paul Prud'hon et du graveur Jacques-Louis Copia avec lesquels il apprit le travail de la gravure au burin pour le travail en taille-douce. Il fut essentiellement un graveur sur métal, mais réalisa également de la gravure sur bois. 
En 1793, il est graveur professionnel. Il dessina et grava de nombreuses estampes. Il illustra également, par ses gravures, plusieurs livres édités à Paris.
Il réalisa des eaux-fortes d'après des œuvres d'artistes contemporains avec lesquels il travailla, notamment Anne-Louis Girodet, Sergent-Marceau et Claude-François Fortier. 
Le 8 mars 1803, il épousa Honorine Charpentier, apparentée à la famille Didot.
En 1805, il dessina au fusain et grava "Psyché abandonnée" sur le même thème que l'œuvre de Jacques-Louis David, Psyché abandonnée de 1795. 
En 1806, il grava l'œuvre d'Anne-Louis Girodet "Le passage du torrent de Paul et Virginie", ainsi que le "Nauvrage de Virginie" de Pierre-Paul Prud'hon.
En 1812, le général d'Empire, Claude Jacques Lecourbe, posa pour lui, pour la réalisation d'une gravure qu'il finalisera avec le graveur Franz Gabriel Fiesinger.
Barthélemy Joseph Fulcran Roger meurt le 4 mai 1841 à Saulx-les-Chartreux, en région parisienne.

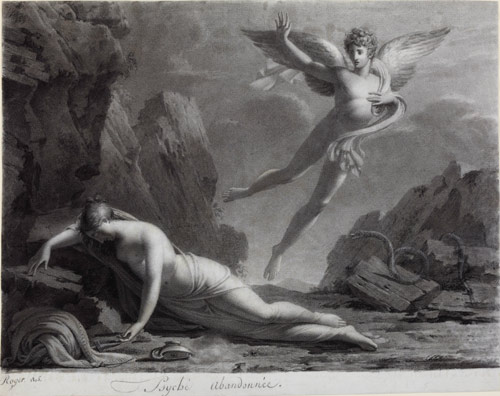
Psyché abandonnée par Barthélemy Joseph Fulcran Roger (1805).

## Œuvres
- Gray, musée Baron-Martin :
  - L'Amour séduit l'Innocence, le Plaisir l'entraîne, le Repentir suit, d'après Prud'hon, deux exemplaires, gravure sur papier, 45 x 34 cm ;
  - Étude de l'Amour pour l 4amour et l'Amitié, d'après Prud'hon, gravure sur papier, 43 x 32 cm ;
  - Vénus et l'Amour ou l'Amour caressant sa mère, d'après Prud'hon, gravure sur papier, 6 x 9 cm ;
  - L'Innocence préfère l'Amour à la Richesse, d'après Prud'hon, deux exemplaires, gravure sur papier, 46 x 35 cm ;
  - Leda, d'après Prud'hon, gravure sur papier, 6 x 9 cm ;
  - La raison parle et le plaisir entaïne, d'après Prud'hon, gravure noir et blanc, 24 x 20 cm ;
  - La raison parle et le plaisir entraîne, d'après Prud'hon, gravure couleurs, 21 x 16 cm ;
  - La vertu aux prises avec le vice, d'après Prud'hon gravure sur papier, 21 x 17 cm ;
  - Oh, les jolis petits chiens, d'après Prud'hon, gravure sur papier, 53 x 43 cm ;
  - Mange mon petit, mange, d'après Prud'hon, gravure sur papier, 53 x 43 cm ;
  - L'âge mûr, d'après Prud'hon, gravure sur papier, 46 x 32 cm ;
  - Délivrance d'Anzia, d'après Prud'hon, trois exemplaires, gravure sur papier, 19 x 13 cm ;
  - Phrosine et Mélidore, d'après Prud'hon, deux exemplaires, gravure sur papier, 10 x 7 cm ;
  - La grotte, d'après Prud'hon, gravure sur papier, 13 x 7 cm ;
  - L'ingratitude ou La soif de l'or (cf. N° 1003), d'après Prud'hon, gravure sur papier, 13 x 7 cm ;
  - Sylvie et le satyre, d'après Prud'hon, trois exemplaires, gravure sur papier, 19 x 13 cm ;
  - Daphnis et Chloé (Le Bain), d'après Prud'hon, deux exemplaires, gravure sur papier, 10 x 6 cm ;
  - Daphnis et Chloé (Le chevrier Lamor trouvant un petit enfant que l'une de ses chèvres allaitait), d'après Prud'hon, gravure sur papier, 19 x 14 cm ;
  - Daphnis et Chloé (La cigale), d'après Prud'hon, gravure sur papier, 18 x 14 cm ;
  - Chloé (Au bain), d'après Prud'hon, gravure sur papier, 19 x 15 cm ;
  - Triomphe de Bonaparte, d'après Prud'hon, deux exemplaires, gravure sur papier, 9 x 15 cm ;
  - Naufrage de Virginie (du Roman de Bernadin de St Pierre), d'après Prud'hon, trois exemplaires, gravure sur papier, 11 x 8 cm ;
  - En-tête de lettre "République française", d'après Prud'hon, deux exemplaires, gravure sur papier, 8 x 6 cm ;
  - En-tête de lettre : Ministère de la Police générale, d'après Prud'hon, deux exemplaires, gravure sur papier, 5 x 5 cm ;
  - En-tête de lettre : République française Ministère de la guerre (sur une stèle), d'après Prud'hon, gravure sur papier, 4 x 5 cm ;
  - En-tête de lettre : Ministère de la Police générale, d'après Prud'hon, gravure sur papier, 2 x 3 cm ;
  - En-tête de lettre : Préfecture de la Seine, d'après Prud'hon, gravure sur papier, 7 x 6 cm ;
  - En-tête de lettre : Département de la Seine inférieure, d'après Prud'hon, gravure sur papier, 5 x 6 cm ;
  - En-tête de lettre :  République française, Ministère de la Guerre, d'après Prud'hon, 4 x 5 cm ;
  - En-tête de lettre : Bonaparte 1er Consul de la République, d'après Prud'hon, gravure sur papier, 8 x 11 cm ;
  - En-tête de lettre : le Directoire exécutif République française, constitution de l'an III, Liberté, égalité, d'après Prud'hon, gravure sur papier, 10 x 13 cm,
  - En-tête de lettre : La Nouvelle Orléans, préfet colonial, d'après Prud'hon, gravure sur papier, 3 x 3 cm ;
  - Adresse de Mme Veuve Merlen, d'après Prud'hon, 9 x 10 ;
  - L'enfance (Tête de Jeune garçon), d'après Prud'hon, gravure sur papier, 38 x 28 cm.